# 小畑実 (サッカー選手)
小畑 実（おばた みのる、1918年6月7日 - 1986年5月1日）は、日本の元サッカー選手、元サッカー指導者。広島県出身。慶應義塾大学卒。
元日本代表FW。元東洋工業蹴球部(のちのマツダSC、現サンフレッチェ広島)監督、元同チーム総監督。

## 来歴
1936年（昭和11年）、広島一中(現広島国泰寺高校)が全国中等学校蹴球選手権大会（現全国高校サッカー選手権）で初優勝を果たした時の左インナー(FW)。1937年（昭和12年）卒業。同年度卒に、久保道正（第一産業創業者）、藤田一暁（フジタ社長）、頼實正弘（広島大学学長）などがいる。
二宮洋一、津田幸男らとともに、戦前の慶應義塾大学体育会ソッカー部黄金時代の左インサイドとして活躍した。また、日本代表として1939年（昭和14年）9月3日、日満華交歓大会対満州国戦で先発出場した(Cキャップ)。1940年（昭和15年）大学を卒業。
戦中、戦後の経歴は不明だが、太平洋戦争では俳優の長門勇と戦友だったという。
1949年（昭和24年）、東洋工業(現マツダ)へ入社 し、東洋工業蹴球部では山崎芳樹監督下で中心選手として活躍した。同年には、実業団チームとして初の日本選手権（現在の天皇杯）に出場した。
1951年（昭和26年）には全広島の一員としてスウェーデンのプロチーム・ヘルシンボリIFと対戦した。この全広島は渡部英麿・福原黎三・下村幸男に銭村健次ら東洋工業の選手も参加した強力チームだった。
同年、山崎の後を受け監督に就任、早いダイレクトパスの交換という慶應のサッカースタイルを東洋工業に植えつけた。選手兼任監督として下村・銭村・樽谷恵三・重松良典らを擁し、1954年（昭和29年）には実業団チームとして初めて天皇杯決勝に進出する。母校の慶大BRBとの決勝は、第4延長までもつれ意識不明の選手が出るという日本サッカー史に残る死闘を演じるも敗れた(3-5)。翌1955年（昭和30年）には全日本実業団でも初の決勝進出。田辺製薬に0-2と敗れ準優勝に終わったが、翌1956年（昭和31年）には田辺製薬の7連覇を阻み初優勝、チームに初の全国タイトルをもたらした。1962年（昭和37年）には国体でも初優勝を飾った。
同年9月から10月まで、長沼健や水野隆とともに、ドイツに留学しデュースブルクにあるスポーツシューレで指導者の資格をとった。
1964年（昭和39年）、監督が下村に変わると、総監督（ゼネラル・マネージャー）に就任する。翌1965年（昭和40年）、日本サッカーリーグ(JSL)が始まると、初年度より1968年（昭和43年）まで不滅のリーグ4連覇の金字塔を樹立し、JSL27回の歴史で最多の5回の優勝を飾り東洋工業黄金時代を築いた。
1986年（昭和61年）5月1日に亡くなった。

## 参考資料
- 小畑実 - 鯉城同窓会
- 代表タイムライン - 日本サッカー協会